# Red Lights (film)
Pour les articles homonymes, voir Red Lights.
Pour plus de détails, voir Fiche technique et Distribution.
Red Lights est un thriller fantastique américano-espagnol coproduit, écrit, réalisé et monté par Rodrigo Cortés, sorti en 2012.

## Synopsis
Après trente ans de retraite mystérieuse, le parapsychologue Simon Silver (Robert De Niro) revient avec des théories susceptibles de remettre en cause la science établie. Un sceptique, Tom (Cillian Murphy), commence avec l'aide d'une psychologue (Sigourney Weaver) à enquêter sur ce dernier, dont le pouvoir s'accroît au fur et à mesure de l'apparition de phénomènes inexpliqués…

## Fiche technique
- Titre original et français : Red Lights
- Titre québécois : Les Voyants Rouges
- Réalisation : Rodrigo Cortés
- Scénario : Rodrigo Cortés
- Direction artistique : Antón Laguna
- Décors : Edward Bonutto
- Costumes : Patricia Monné
- Photographie : Xavi Giménez
- Montage : Rodrigo Cortés
- Musique : Víctor Reyes
- Production : Rodrigo Cortés et Adrián Guerra
- Société(s) de production : Antena 3, Cindy Cowan Entertainment et Nostromo Pictures
- Société(s) de distribution :  /  : Warner Bros.
- Pays d’origine :  États-Unis /  Espagne
- Langue originale : anglais
- Format : couleur - 35 mm - 2,35:1 - son Dolby numérique
- Genre : Thriller fantastique
- Durée : 119 minutes
- Dates de sortie[1] :
  -  États-Unis : 20 janvier 2012 (Festival du film de Sundance) ; 3 mai 2012 (sortie nationale)
  -  Espagne : 2 mars 2012[1]
  -  France : 11 avril 2014[2] (sorti directement en DVD)

## Distribution
- Cillian Murphy (V. F. : Adrien Antoine ; V. Q. : Philippe Martin) : Tom Buckley
- Sigourney Weaver (V. F. : Sylvie Genty ; V. Q. : Anne Caron) : Margaret Matheson
- Robert De Niro (V. F. : Jacques Frantz ; V. Q. : Hubert Gagnon) : Simon Silver
- Toby Jones (V. F. : Jean-Pol Brissart ; V. Q. : François Sasseville) : le Dr Shackleton
- Joely Richardson (V. F. : Déborah Perret ; V. Q. : Natalie Hamel-Roy) : Monica Handsen
- Elizabeth Olsen (V. F. : Olivia Luccioni ; V. Q. : Magalie Lépine-Blondeau) : Sally Owen
- Craig Roberts (V. F. : David Dos Santos ; V. Q. : Nicholas Savard L'Herbier) : Ben
- Leonardo Sbaraglia (V. F. : Serge Faliu) : Palladino
- Adriane Lenox (V. F. : Françoise Vallon) : Rina
- Garrick Hagon : Howard McColm
- Burn Gorman (V. F. : Yannick Blivet ; V. Q. : Alexandre Fortin) : Benedict Cohen
- Mitchell Mullen : Jim Caroll
- Nathan Osgood (V. F. : Julien Thomast) : Michael Sidgwick
- Erin Karpluk (V. F. : Adeline Moreau) : Sarah Sidgwick
- Jeany Spark (V. F. : Barbara Beretta) : Traci Northrop
- Eloise Webb (V. F. : Lou Marais) : Susan Sidgwick
- Jan Cornet : David Matheson
- Lynn Blades : Dana

Source et légende : Version française (V. F.) sur RS Doublage et le carton du doublage français sur le DVD zone 2. ; Version québécoise (V. Q.) sur Doublage.qc.ca

## Distinctions

### Nominations
- 1 nomination

## Analyse

### Réception critique
Red Lights reçoit en majorité des critiques négatives .